# Хорингэр
Хорингэ́р или Хэлиньгээр(кит. упр. 和林格尔, пиньинь Hélíngé'ěr) — уезд городского округа Хух-Хото автономного района Внутренняя Монголия (КНР). Название уезда в переводе с монгольского означает «двадцать семей».

## История
Населённые пункты и административные единицы существовали здесь со времён империи Северная Вэй (в частности, именно здесь находилась её первая столица Шэнлэ). Во времена империи Мин здесь стали кочевать монголы-тумэды. Во времена империи Цин в годы правления под девизом «Канси» здесь была основана почтовая станция, названная «двадцать семей» (по-монгольски — «Хорингэр»). В 1865 году был образован Хорингэрский комиссариат (和林格尔厅).
В 1912 году Хорингэрский комиссариат был преобразован в уезд Хорингэр. После образования КНР уезд вошёл в состав провинции Суйюань, после её расформирования — в состав аймака Уланчаб, а в 1996 году был передан из состава Уланчаба в подчинение Хух-Хото.

## Административное деление
Уезд Хорингэр делится на 3 посёлка и 4 волости.

## Экономика
В уезде расположен крупнейший в провинции кластер дата-центров (входит в десятку самых больших кластеров в Китае). Он вмещает 950 тыс. серверов, которые обеспечивают электроэнергией солнечные и ветровые электростанции. 